# وليم غلادستون
وليم إيوارت غلادستون (بالإنجليزية: William Ewart Gladstone)‏، زميل الجمعية الملكية والجمعية الإحصائية الملكية، (29 ديسمبر 1809 - 19 مايو 1898) هو رجل دولة وسياسي ليبرالي بريطاني. امتدت مهنته أكثر من 60 عامًا، شغل خلالها منصب رئيس وزراء المملكة المتحدة لمدة 12 عامًا، موزعة على أربع فترات، تبدأ في عام 1868 وتنتهي في عام 1894. وقد شغل منصب وزير الخزانة أربع مرات، وخدم أكثر من 12 عامًا.
ولد غلادستون في ليفربول لأبوين إسكتلنديين. دخل مجلس العموم لأول مرة في عام 1832، وفيه بدأ حياته السياسية كواحد من المحافظين القدامى، وهي مجموعة شكلت حزب المحافظين تحت قيادة روبرت بيل في عام 1834. خدم غلادستون كوزير في كل من حكومتي بيل، وفي عام 1846 انضم إلى حزب البيليين المنشق، الذي اندمج في النهاية في الحزب الليبرالي الجديد عام 1859. كان مستشارًا في عهد اللورد أبردين (1852-1855)، واللورد بالمرستون (1859-1865) واللورد رسل (1865-1866). أصبحت عقيدة غلادستون السياسية الخاصة - التي أكدت على تكافؤ الفرص ومعارضة الحمائية التجارية - تُعرف باسم الليبرالية الغلادستونية. وقد أكسبته شعبيته بين الطبقة العاملة لقب «وليم الشعب».
في عام 1868، أصبح غلادستون رئيسًا للوزراء لأول مرة. وخلال وزارته الأولى مررت العديد من الإصلاحات، بما في ذلك إلغاء كنيسة أيرلندا وإدخال التصويت السري. وبعد الهزيمة الانتخابية عام 1874، استقال غلادستون من منصب زعيم الحزب الليبرالي. ومنذ عام 1876 بدأ عودته على أساس معارضة رد فعل الإمبراطورية العثمانية على انتفاضة أبريل البلغارية. كانت حملته في ميدلوثيان 1879-1880 مثالًا مبكرًا على العديد من تقنيات الحملات السياسية الحديثة. وبعد الانتخابات العامة لعام 1880، شكل غلادستون وزارته الثانية (1880-1885)، والتي شهدت تمرير قانون الإصلاح الثالث وكذلك الأزمات في مصر (التي بلغت ذروتها في سقوط الخرطوم) وأيرلندا، حيث اتخذت حكومته إجراءات قمعية لكن حسنت أيضًا الحقوق القانونية للمزارعين الأيرلنديين المستأجرين.
بعد عودته إلى منصبه في أوائل عام 1886، اقترح غلادستون الحكم الذاتي لأيرلندا لكنه هُزم في مجلس العموم. ساعد الانقسام الناتج في الحزب الليبرالي على إبقائهم خارج المناصب الرسمية - مع استراحة قصيرة واحدة - لمدة 20 عامًا. شكل غلادستون حكومته الأخيرة في عام 1892، عن عمر يناهز 82 عامًا. أقرت الحكومة الأيرلندية مشروع قانون 1893 من خلال مجلس العموم لكنه هُزم في مجلس اللوردات في عام 1893. غادر غلادستون منصبه في مارس عام 1894، عن عمر يناهز 84 عامًا، باعتباره أكبر شخص يتولى هذا المنصب، ورئيس الوزراء الوحيد الذي خدم أربع فترات. ترك البرلمان عام 1895 وتوفي بعد ذلك بثلاث سنوات.
كان غلادستون معروفًا بمودة من قبل مؤيديه باسم «وليم الشعب» أو («العجوز الكبير»، أو «خطأ الله الوحيد» من قبل المنافسين السياسيين). غالبًا ما يطلق عليه المؤرخون لقب واحد من أعظم قادة بريطانيا. انتخب عضوًا في الجمعية الأمريكية للفلسفة عام 1881.

## النشأة

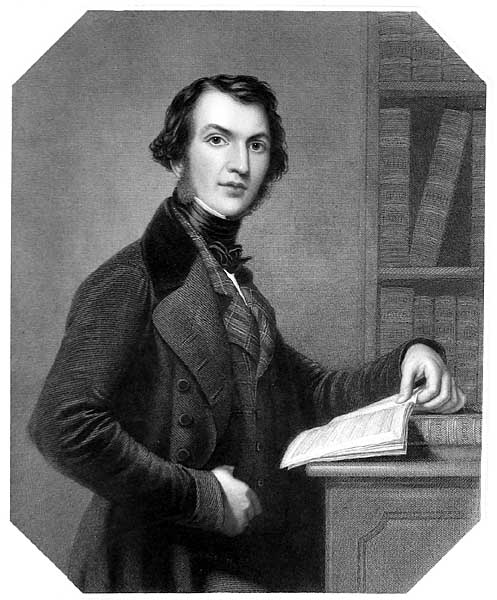
ويليام جلادستون بعمر 31 عامًا (1840)

ولد وليم إيوارت غلادستون عام 1809 في ليفربول، في 62 شارع رودني، وهو الابن الرابع لمالك العبيد الثري جون غلادستون، وزوجته الثانية آن ماكنزي روبرتسون. في عام 1835، تغير اسم العائلة من غلادستونز إلى غلادستون بترخيص ملكي. وأصبح والده بارونيتًا لفاسك وبلفور عام 1846.
على الرغم من ولادته ونشأته في ليفربول، كان وليم غلادستون من أصل إسكتلندي صافٍ. كان جده توماس غلادستونز (1732-1809) تاجرًا بارزًا من ليث، وكان جده لأمه، أندرو روبرتسون، رئيس مجلس دينغوول ونائب الشريف في روس شاير. ووصفه كاتب سيرته الذاتية، جون مورلي، بأنه «أحد سكان المرتفعات في عهدة أحد سكان الأراضي المنخفضة»، ووصفه أحد خصومه بأنه «إيطالي متحمس في عهدة إسكتلندي». كانت إحدى ذكريات طفولته الأولى هي الوقوف على طاولة وقول «سيداتي وسادتي» للجمهور المجتمع، ربما في اجتماع للترويج لانتخاب جورج كانينغ نائبًا عن ليفربول في عام 1812. وفي عام 1814، زار الشاب «ويلي» إسكتلندا للمرة الأولى، حيث سافر هو وشقيقه جون مع والدهم إلى إدنبرة وبيغار ودينغوول لزيارة أقاربهم. كان ويلي وشقيقه كلاهما مكرمين بالحرية من نظام القنانة في بلدة دينغوول. وفي عام 1815، سافر غلادستون أيضًا إلى لندن وكامبريدج للمرة الأولى مع والديه. وأثناء وجوده في لندن، حضر صلاة الشكر مع عائلته في كاتدرائية القديس بولس بعد معركة واترلو، حيث رأى الأمير الوصي على العرش.
تلقى وليم غلادستون تعليمه من عام 1816 حتى عام 1821 في مدرسة إعدادية في مقر كنيسة سانت توماس في سيفورث، بالقرب من منزل عائلته، سيفورث هاوس. في عام 1821، سار وليم على خطى إخوته الأكبر سنًا، والتحق بكلية إيتون قبل التسجيل في الجامعة عام 1828 في كنيسة المسيح، أكسفورد، حيث قرأ الأدب الكلاسيكي والرياضيات، على الرغم من أنه لم يكن لديه اهتمام كبير بالموضوع الأخير. وفي ديسمبر عام 1831، حصل على الدرجة الأولى المزدوجة التي كان يرغب بها منذ فترة طويلة. شغل غلادستون منصب رئيس اتحاد أكسفورد، حيث طور سمعته كمتحدث، والتي تبعه في مجلس العموم. في الجامعة، كان غلادستون من حزب المحافظين واستنكر مقترحات الأحرار للإصلاح البرلماني.
بعد نجاحه المزدوج الأول، سافر وليم مع شقيقه جون في جولة كبرى في أوروبا الغربية.
على الرغم من أن غلادستون دخل جمعية لنكولن عام 1833، بنية أن يصبح محاميًا بالقضاء العالي، إلا أنه بحلول عام 1839 طلب إزالة اسمه من القائمة لأنه لم يعد ينوي البقاء في نقابة المحامين.

## مجلس العموم

### الفترة الأولى
عندما كان غلادستون في الثانية والعشرين من عمره، زوده دوق نيوكاسل، وهو ناشط في حزب المحافظين، بواحد من مقعدين في دائرة نيوآرك الانتخابية حيث كان يسيطر على ربع الناخبين الصغار جدًا. أنفق الدوق آلاف الجنيهات لتسلية الناخبين. أظهر غلادستون تقنية قوية بشكل ملحوظ كمناضل ومتحدث. فاز بمقعده في الانتخابات العامة في المملكة المتحدة عام 1832 بأغلبية 887 صوتًا. في البداية كان تلميذًا لحزب المحافظين القديم، وكان خطاب غلادستون الأول عندما كان شابًا من المحافظين بمثابة دفاع عن حقوق أقطاب مزارع قصب السكر في غرب الهند - أصحاب العبيد - الذي كان والده بارزًا بينهم. وتعرض على الفور للهجوم من قبل العناصر المناهضة للعبودية. مثلما فاجأ الدوق بالحث على الحاجة إلى زيادة الأجور لعمال المصانع غير المهرة. وبعد اقتراح مشاريع قوانين جديدة لحماية الأطفال العاملين بعد نشر تقرير سادلر، صوّت ضد قوانين المصانع لعام 1833 التي من شأنها تنظيم ساعات العمل ومصالح القاصرين العاملين في مصانع القطن.

## وزير الخزانة: 1852–1855

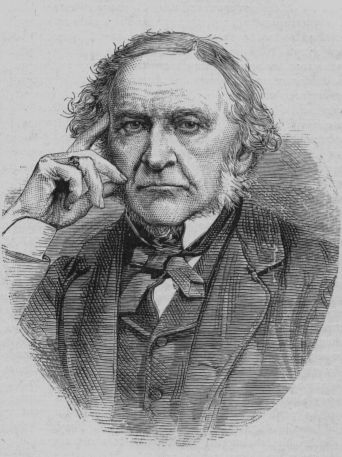
A pensive Gladstone

عمل في مجالس وزراء حزب الأحرار ولأحزاب مختلطة وزيرًا للخزانة، وأصبح مشهورًا بميزانياته التي خفّض فيها ضريبة الدخل وألغى فيها العديد من ضرائب الاستيراد.

## رئيس الوزراء: 1868–1874

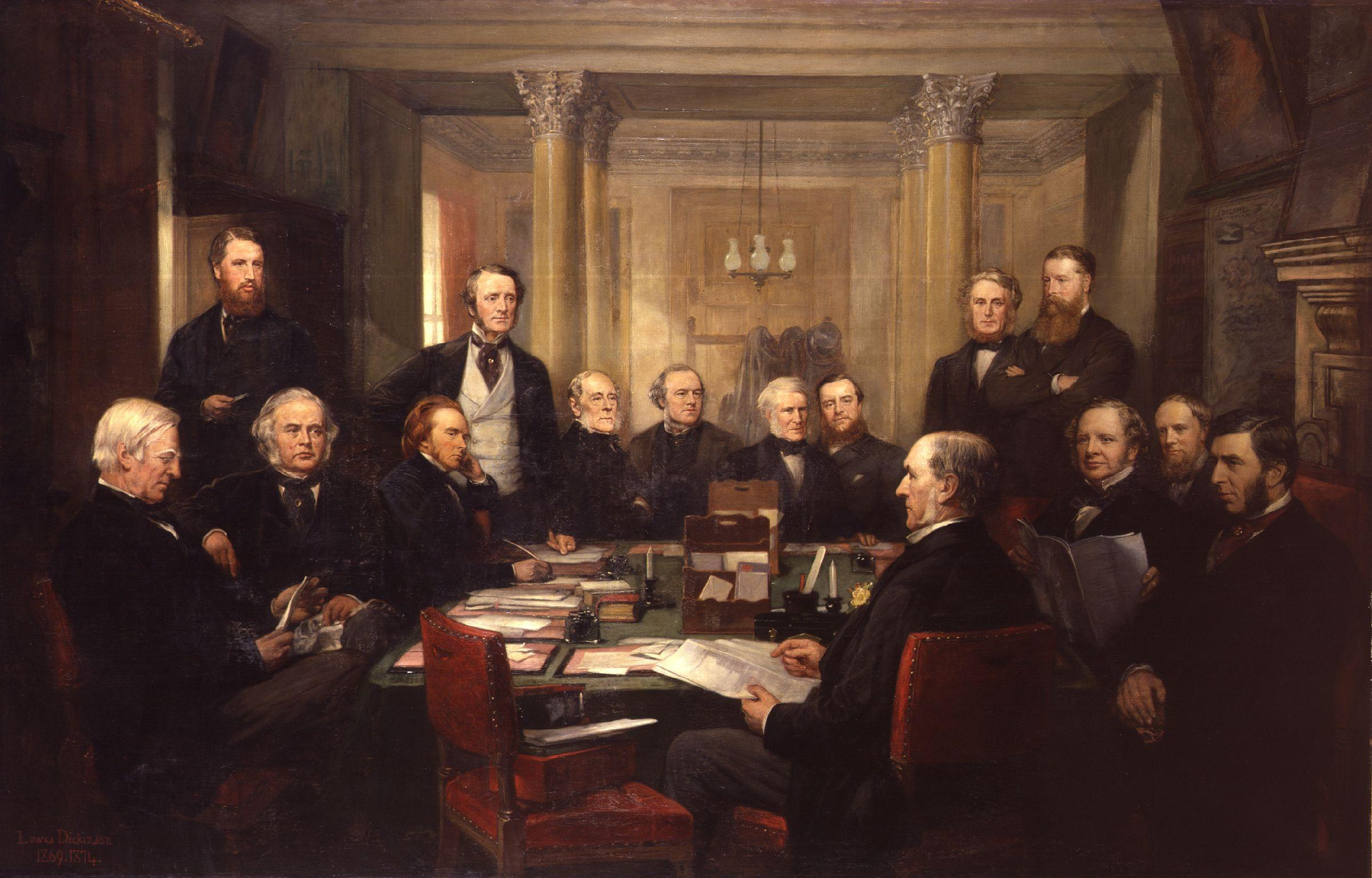
وزارة غلادستون لعام 1868 بريشة Lowes Cato Dickinson.

بحلول عام 1865م اشتهر بكونه خطيبًا وخبيرًا ماليًا وليبراليًا مخلصًا. في نفس العام تم تعينه زعيمًا للحزب الليبرالي في مجلس العموم. ساعد جلادستون في تعديل لائحة الإصلاح لحكومة المحافظين في عام 1867م بحيث يتضاعف عدد من يحق لهم التصويت في الانتخابات العامة. وفي عام 1868م بدأ جلادستون فترته الأولى رئيسًا للوزراء.
رئيس وزراء. (1868 – 1874م). خلال فترة رئاسة جلادستون للوزارة التي امتدت ست سنوات تم إجازة العديد من القوانين، وكان مصممًا على تصحيح مظالم الإدارة في أيرلندا. جعل من كنيسة إنجلترا تنظيمًا طوعيًا في أيرلندا وسحب منها أكثر من نصف ثروتها الضخمة. كما ناضل من أجل التشريعات التي تجعل من الصعب طرد المستأجرين الأيرلنديين من الأراضي التي استأجروها. ومن أعماله المهمة الأخرى، نظام فتح التعليم الابتدائي في إنجلترا، للمرة الأولى، لكل الأطفال (1870م).
وعندما عاد المحافظون بزعامة بنجامين دزرائيلي للسلطة في عام 1874م استقال جلادستون من قيادة حزب الأحرار، لكنه عاد للعمل السياسي عندما أثارت سياسة المحافظين في المستعمرات وسياستهم الخارجية مبادئه الأخلاقية. كان جلادستون يفضل حل النزاعات العالمية بالتسوية السلمية وليس الحرب.

## رئيس الوزراء: 1880–1885

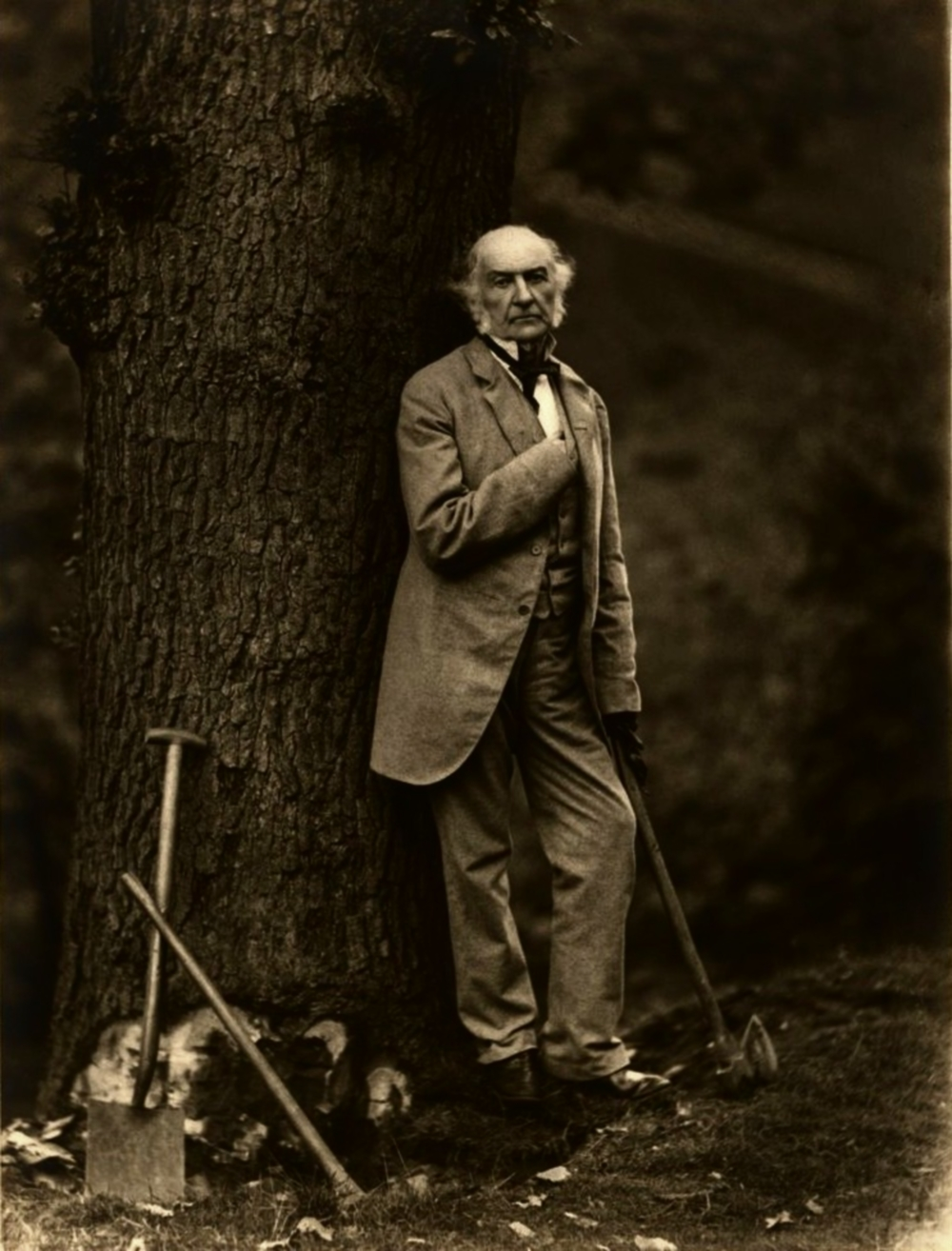
جلادستون في مزاج مسترخٍ.

### احتلال مصر
طلبت الملكة فيكتوريا من اللورد هارنجتون تشكيل الوزارة، إلا أنه أقنعها بأن تعهد بالتشكيل إلى گلادستون. وقد استمرت وزارة جلادستون الثانية —كرئيس للوزراء ومرة أخرى كوزير للخزانة حتى 1882—من يونيو 1880 إلى يونيو 1885. وقد عارض جلادستون مواقفه هو نفسه السابقة واتـَّبع «اللوبي الاستعماري» الدافع إلى الهروع إلى أفريقيا. ولذلك فقد شهد إنهاء الحرب الإنگليزية الأفغانية الثانية، حرب البوير الأولى والحرب ضد المهدي في السودان.
إلا أنه لم يحترم وعده الانتخابي بالانسحاب من مصر. فقد شهد شهر يونيو 1882 اضطرابات في مدينة الإسكندرية بمصر، راح ضحيتها نحو 300 قتيل كجزء من ثورة عرابي. وفي البرلمان برز مزاج اتهام وغضب ضد مصر، وأقرت الوزارة قصف مدفعية أحمد عرابي من قِبل الأدميرال بوشامپ سيمور والإنزال اللاحق للقوات البريطانية لاستعادة النظام في المدينة. وقد دافع جلادستون عن قراره في مجلس العموم بإعلانه أن مصر كانت «في حالة عنف عسكري، بدون أي قانون على الإطلاق».

### النزاع حول الحكم الذاتي لأيرلندا
كانت فترة جلادستون الثانية لرئاسة الوزارة، من 1880 إلى 1885م أقل إنتاجًا للتشريعات المهمة من فترته الأولى. ففي عام 1884م أجاز البرلمان قانون إصلاح آخر، مقربًا بريطانيا من حق التصويت للرجال المتبع في بقية العالم.

## رئيس الوزراء: 1886
وفي 1886م انتهت سريعًا فترة جلادستون الثالثة لرئاسة الوزراء عندما حاول أن يعطي الأيرلنديين قدرًا أكبر من الحكم الوطني الذاتي، حيث أسقط له قانون الحكم الذاتي في مجلس العموم مما تسبّب في انشقاق دائم في الحزب الليبرالي.
وفي عام 1892م، عندما بلغ سنّه 83 سنة، أصبح جلادستون رئيسًا للوزراء مرة أخرى. وقام بمحاولة أخيرة لتحقيق الحكم الذاتي لأيرلندا، وهذه المرة أُجيز قانون الحكم الذاتي في مجلس العموم ليمنى بهزيمة ساحقة في مجلس اللوردات. أصيب جلادستون بالإرهاق والإنهاك من الخدمة الطويلة، واستقال من منصبه في عام 1894م.

## أعوامه الأولى

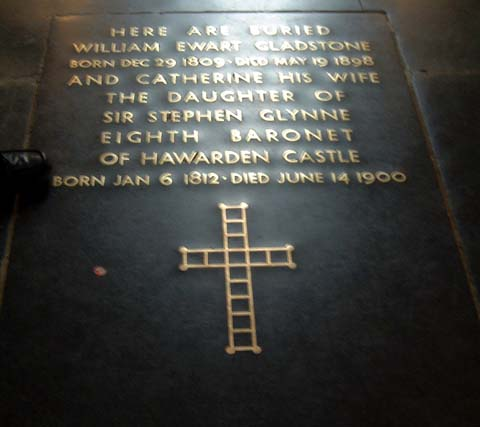
قبر غلادستون في دير وستمنستر.

ولد غلادستون في ليفربول، بإنجلترا، ودرس في كلية إيتون وجامعة أكسفورد.

## إنجازاته
بعد سقوط حكومة ديزرائيلي الأولى سنة 1868، تقلد غلادستون رئاسة الوزارة أربع مرات، فيما بين 1868 و 1894، حقق لبريطانيا فيها كثيراً من المنجزات، يأتي في مقدمتها استقرار الأوضاع في إيرلندا، التي كانت تسودها أعمال عنف ضد الحكم البريطاني. وأصدر مجموعة من القوانين كان يعدها سبباً لإزالة سخط الإيرلنديين، كقانون الأراضي الزراعية الإيرلندية الذي حدد بموجبه علاقة المزارع المستأجر بصاحب الأرض. وأقرّ إنشاء محكمة للتوسط بين المستأجرين والمالكين لتحديد الأجور العادلة بين الفريقين، وقانون فصل الكنيسة عن الدولة الذي لم يعد بموجبه يُفْرَضُ على الكاثوليك الإيرلنديين أن ينفقوا من أموالهم على كنيسة رسمية ليسوا أعضاء فيها. وكان غلادستون من مؤيدي الحكم الذاتي لإيرلندا، وهو ما وافق عليه البرلمان في ظل وزارته الرابعة. ومن جملة إصلاحاته تطوير نظام الوظائف المدنية وإلغاء نظام شراء وظائف الجيش ورتبه، وسنّ قانون الاقتراع السري، وتوحيد حق الانتخاب في جميع أرجاء المملكة المتحدة لجميع الرجال باستثناء خدم المنازل والعزاب، ومن ليس له سكن ثابت. ومن إصلاحاته أيضاً دمج المحاكم المتعددة في محكمة واحدة وإعادة تنظيم المؤسسات القضائية بما ينسجم وطبيعة المرحلة.
أما على الصعيد السياسي؛ فقد كان غلادستون مناهضاً للنهج الاستعماري الذي كان يتبناه خصومه السياسيون ديزرائيلي وسالزبري Salisbury. وكانت سياساته قائمة على بعض المبادئ الإنسانية، والدليل على ذلك قوله: «رسالتي هي نشر السلام في ربوع إيرلندا» في إطار التسويق لبرنامجه السياسي عند توليه الوزارة للمرة الأولى. ولكن مثل هذه السياسات لم يُقدَّر لها النجاح في عصر كان مطبوعاً بالتوسع الاستعماري، فكانت لغلادستون بعض الأدوار في هذا الاتجاه، ولكن على نطاق محدود. وكثيراً ما اختلف والملكة فيكتوريا الأولى في عديدٍ من القضايا التي يعدّها غلادستون من صلاحيات رئيس الوزراء، وفي أثناء فترته الرابعة، واجهته معارضة واسعة في مجلس اللوردات تجاه مشروعه الذي تبناه حول قضية الحكم في إيرلندا، مما دعاه إلى الانسحاب من الحكومة سنة 1894 واعتزاله العمل السياسي حتى وفاته.

## تماثيل له

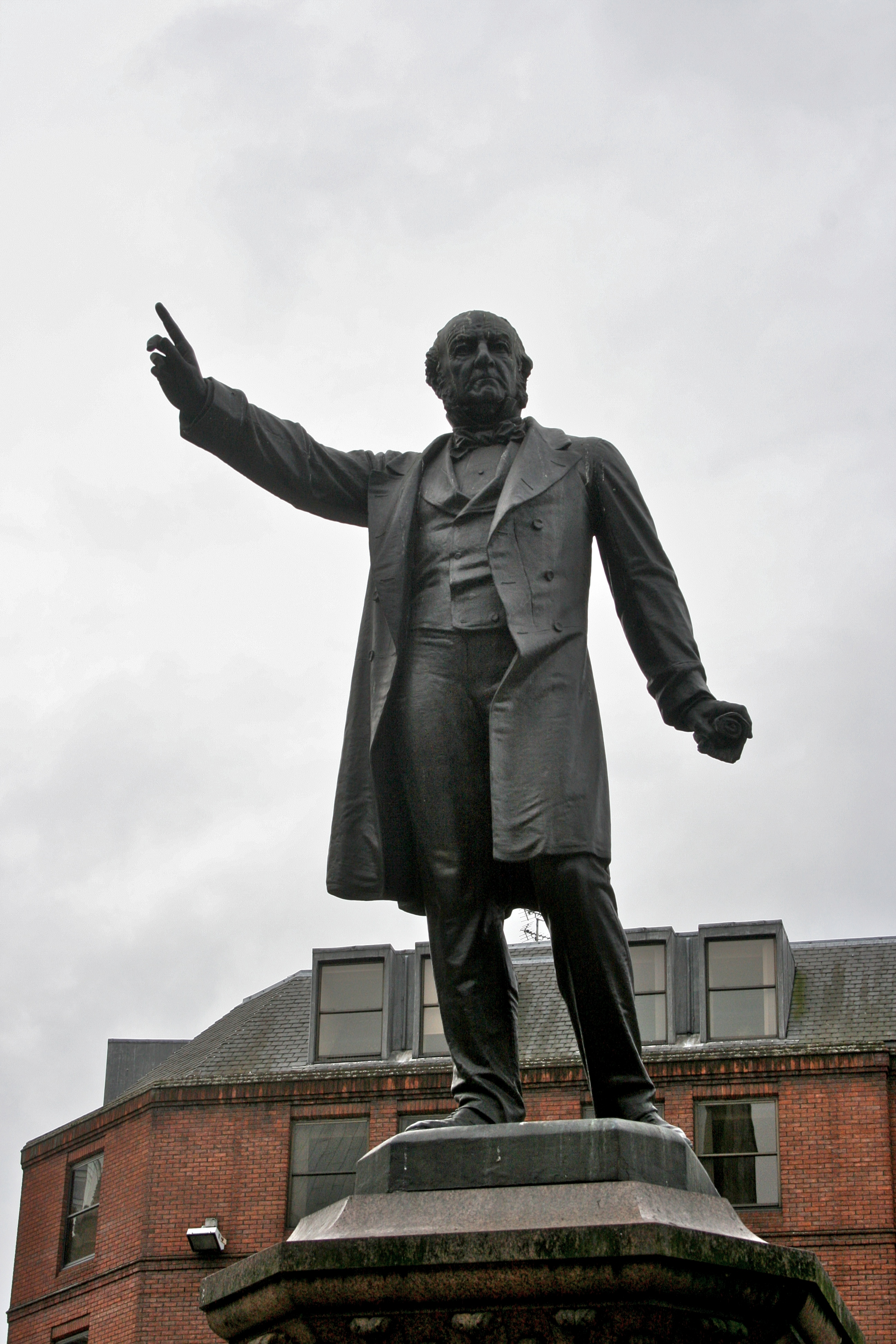
تمثال غلادستون في ميدان ألبرت مانشستر.

## معرض صور

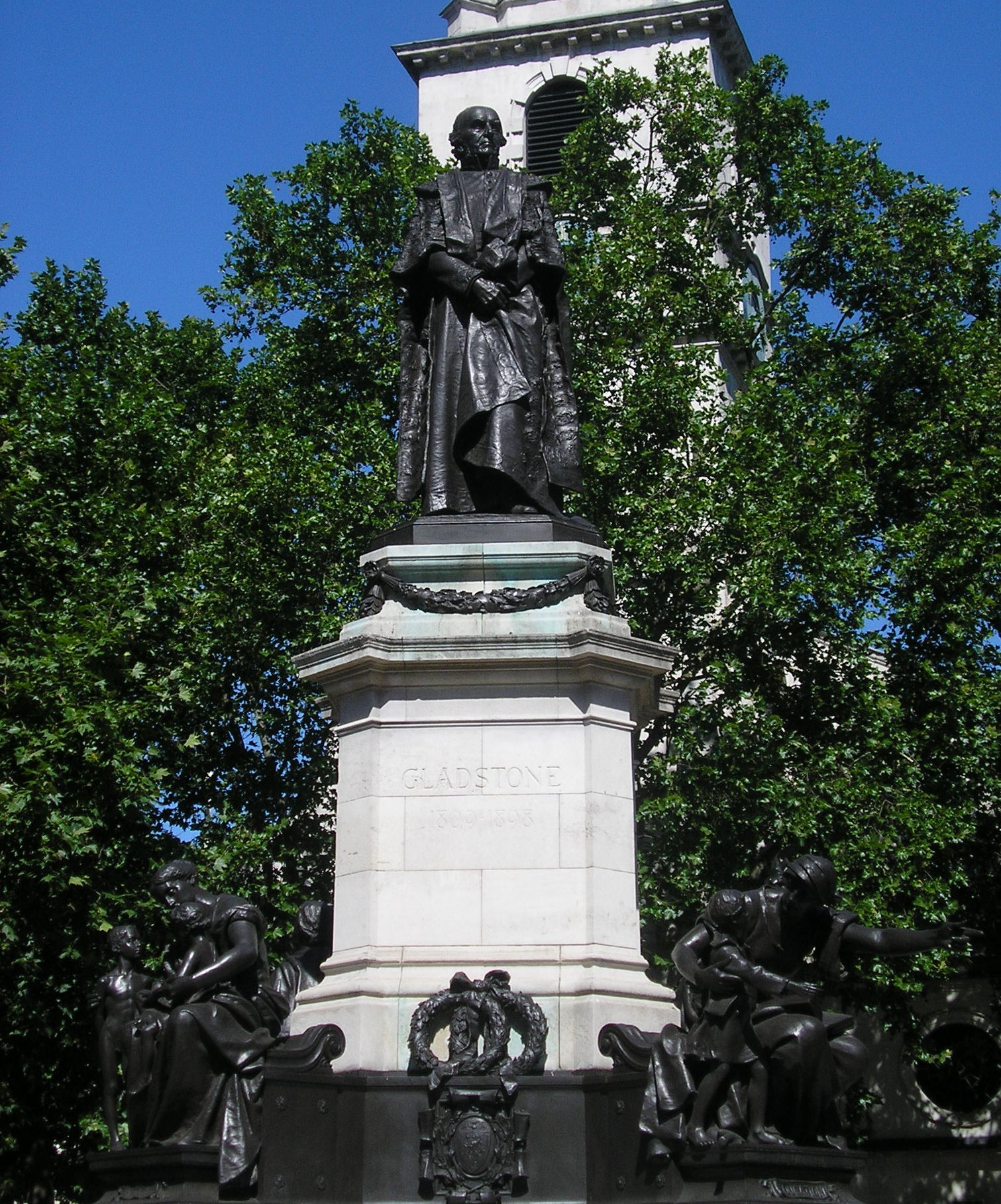
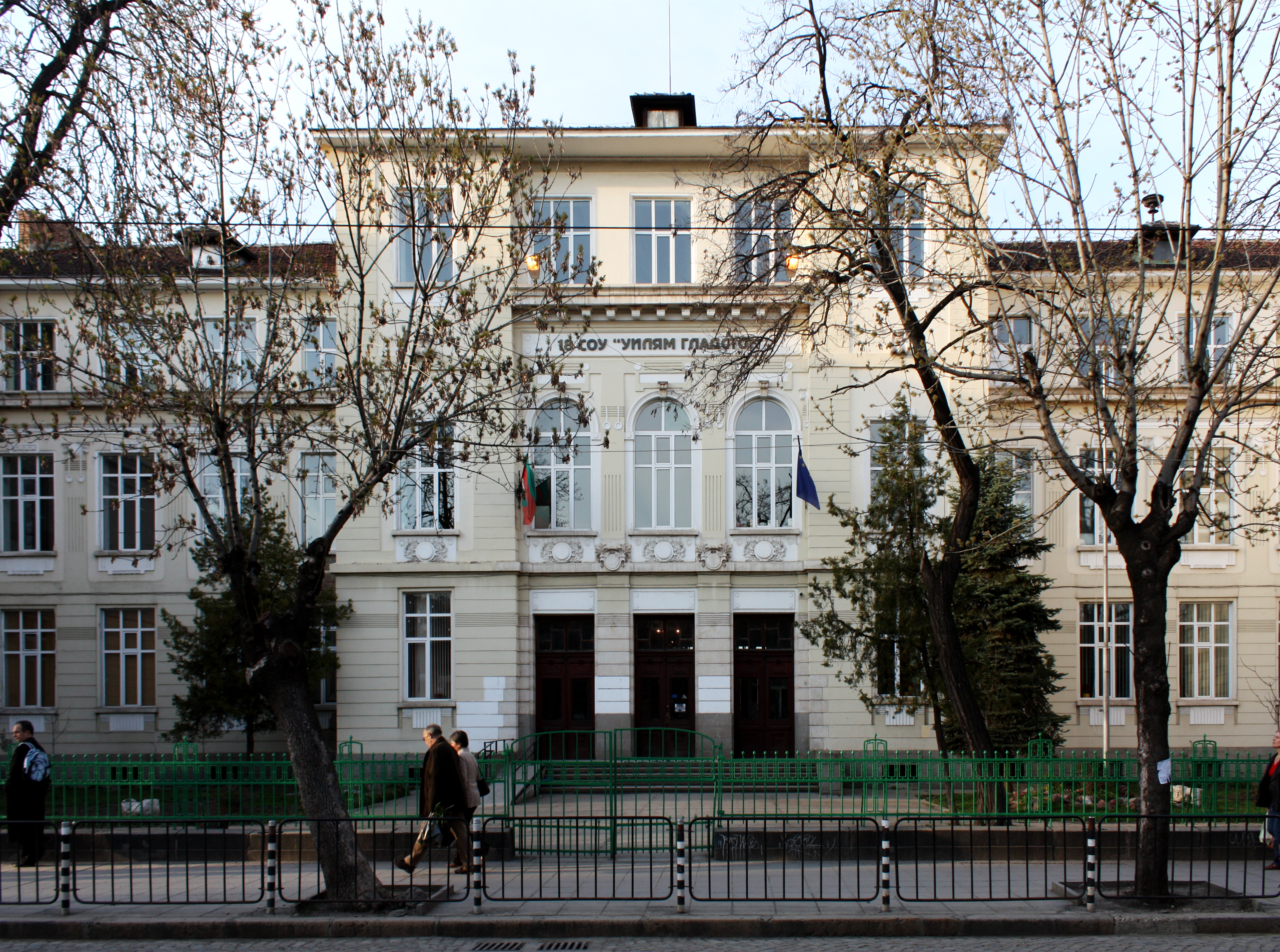
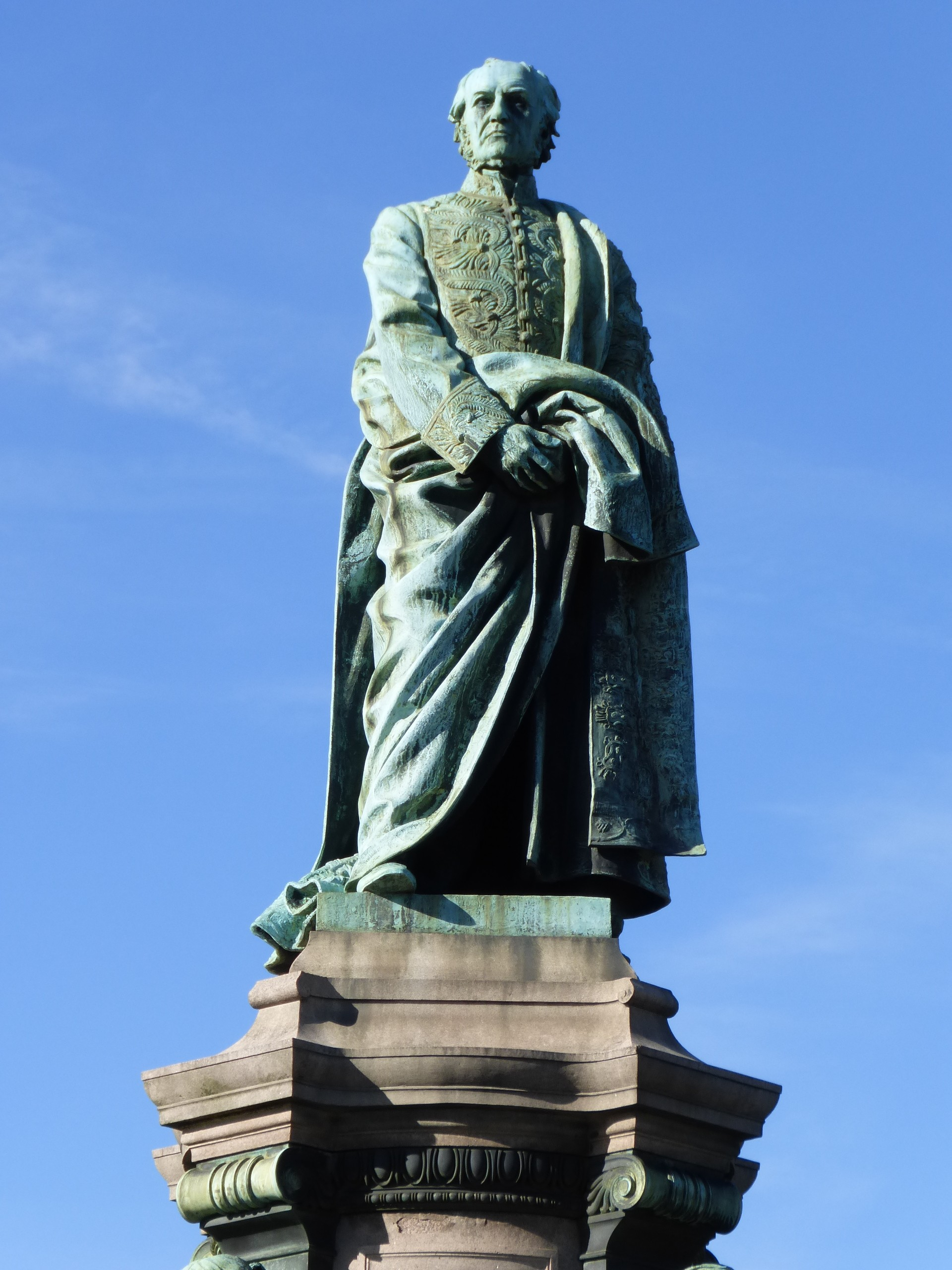

## الهامش
| 1. 2. 3. 4. 5. 6. 7. 8. 9. 10. 11. 12. 13. 14. 15. 16. 17. 18. 19. 20. |

## السير
- Walter Bagehot, 'Mr. Gladstone', Biographical Studies (1881).
- D. W. Bebbington, William Ewart Gladstone (1993).
- D. W. Bebbington, The Mind of Gladstone: Religion, Homer and Politics (2004)
- Eugenio F. Biagini, Gladstone (2000)
- F. Birrell, Gladstone (1933).
- Eric Brand, William Gladstone (1986) ISBN 0-87754-528-6.
- Osbert Burdett, W. E. Gladstone (1928).
- E. G. Collieu, Gladstone (1968).
- E. Eyck, Gladstone (1938).
- Viscount Gladstone, After Thirty Years (1928).
- Edward Hamilton, Mr. Gladstone. A Monograph (1898).
- F. W. Hirst, Gladstone as Financier and Economist (1931).
- روي جنكينز، Gladstone (1995), ISBN 0-333-66209-1.
- Philip Magnus, Gladstone: A Biography (1954)
- H. C. G. Matthew, Gladstone: 1809-98 (1995), ISBN 0-19-820696-8.
- جون مورلي, The Life of William Ewart Gladstone (Three volumes, 1903)
- Sir Wemyss Reid (ed.), The Life of William Ewart Gladstone (1899).
- Richard Shannon, Gladstone: Peel's Inheritor, 1809-1865 (1985), ISBN 0-8078-1591-8.
- Richard Shannon, Gladstone: Heroic Minister, 1865-1898 (1999), ISBN 0-8078-2486-0.

## وصلات خارجية
- وليم غلادستون على موقع الموسوعة البريطانية (الإنجليزية)
- وليم غلادستون على موقع إن إن دي بي (الإنجليزية)

- Hansard 1803–2005: contributions in Parliament by William Gladstone
- Mr. Gladstone (character sketch by وليام توماس ستيد، in the Review of Reviews, 1892)
- William Ewart Gladstone Chronology World History Database
- مؤلفات William Ewart Gladstone في مشروع غوتنبرغ
- More about William Ewart Gladstone on the Downing Street website.
- William Ewart Gladstone 1809-98 biography from the Liberal Democrat History Group
- BBC Radio - Programme Two contains a recording of Gladstone's voice